# Calmuc
El calmuc o calmuc-oirat és una llengua mongòlica parlada per 175.000 persones a Calmúquia (Federació Russa), la Mongolia occidental i la regió de Xinjiang a la Xina. És una llengua amenaçada per la pressió de la russificació.
Antigament tenien l'escriptura vertical mongola fins a la reforma de Zaia Pandit del 1648, que inventà un nou sistema d'escriptura basat en l'antic mongol. El 1924 el govern de la Unió Soviètica els va obligar a adoptar l'alfabet ciríl·lic, com a la majoria de llengües minoritàries de Rússia, encara que del 1931 al 1938 van adoptar l'alfabet llatí. Tot i ser cooficial, és amenaçada per la política russa d'assimilació. El nombre de parlants va minvar per la deportació i dispersió estalinista del 1943 d'uns huitanta mil calmucs.
Alfabet ciríl·lic adaptat:
| Ciríl·lic | IPA       | Transliteració |  | Ciríl·lic | IPA         | Transliteració |
| --------- | --------- | -------------- |  | --------- | ----------- | -------------- |
| Аа        | a         | a              |  | Оо        | ɔ           | o              |
| Әә        | ə         | ä              |  | Өө        | o           | ö              |
| Бб        | p,pʲ      | b              |  | Пп        | (pʰ), (pʰʲ) | p              |
| Вв        | w,wʲ      | v, w           |  | Рр        | r,rʲ        | r              |
| Гг        | ɡ,ɡʲ,ɢ    | g              |  | Сс        | s           | s              |
| Һһ        |           | gh             |  | Тт        | tʰ,tʰʲ      | t              |
| Дд        | t,tʲ      | d              |  | Уу        | ʊ           | u              |
| Ее        | je        | ye             |  | Үү        | u           | ü              |
| Ёё        | jɔ        | yo             |  | Фф        | (f)         | f              |
| Жж        | ʧ         | zh             |  | Хх        | x,xʲ        | h              |
| Җҗ        |           | dzh, j         |  | Цц        | ʦʰ          | ts             |
| Зз        | ʦ         | (d)z           |  | Чч        | ʧʰ          | ch             |
| Ии        | i         | i              |  | Шш        | ʃ           | sh             |
| Йй        | j         | y              |  | Щщ        | (sʧ)        | shch           |
| Кк        | (k), (kʲ) | k              |  | Ыы        | i           | y              |
| Лл        | ɮ,ɮʲ      | l              |  | Ьь        | ʲ           | '              |
| Мм        | m,mʲ      | m              |  | Ээ        | e           | e              |
| Нн        | n,nʲ      | n              |  | Юю        | jʊ          | yu             |
| Ңң        |           | ng             |  | Яя        | ja          | ya             |

## Característiques
El dialecte de Calmúquia té una forta influència del rus. Es conserven documents en aquesta llengua des del segle xvii. Tendeix a col·locar el verb al final de la frase i es caracteritza per:
- vocals llargues i curtes; és preservada l'harmonia vocàlica.
- Els noms són declinats en nombre i deu casos.
- No hi ha categoria de gènere.
- Els verbs tenen categoria d'aspecte, veu, mode, temps, persona i nombre.
- Els adjectius no es declinen com els noms.
- Manté préstecs lingüístics del grec, àrab, sànscrit, sogdià, uigur i tibetà.
- Manté algunes diferències fonètiques amb el mongol khalkha:
- A les consonants fortes oclusives del mongol, li'n corresponen de febles en calmuc.
- Davant l'oclusiva fluixa la vocal s'abrevia.
- Les vocals labials es palatalitzen ü i ö.

## Dialectes
La llengua calmuc es divideix en dos variants dialectals:
- Dörböd, al sud-est del llac Atxinar i d'Ubsa, on es diferencia el petit dörböd (a Astrakhan) i el gran dörböd (a Stravropol).
- Törgut, al riu Urunga i a Orenburg.

## Situació de la llengua a Calmúquia
Almenys sobre el paper, el calmuc és cooficial amb el rus i és ensenyat a les escoles, però degut a la deportació, el sistema educatiu fou destruït i gairebé totes les publicacions científiques són escrites en rus, de tal manera que s'ensenyava en rus i el calmuc només com a assignatura de llengua i cultura, i per als alumnes d'origen calmuc.
Havien estat un poble monolingüe fins a la primeria del segle xx, i fins i tot el 1979 només el 2,9% dels calmucs tenien el rus com a llengua materna (el 3,9% el 1989), però el domini de la llengua nadiua és insuficient per la manca d'educació, i la diglòssia s'hi ha imposat.
Des del 1993, el calmuc era llengua d'instrucció només a dues escoles primàries (a Ulduchini i Orckagini), a tres llars d'infants (a Orckagini i Ketcheneri) i a 200 classes arreu de la República. Poc després augmentaren a 67 classes i 83 llars d'infants, que el 2001 passaren a 153 i 84. A les altres hi ha dues hores de calmuc a la setmana. Hi ha una facultat especial de llengua calmuca a la universitat que es dedica a fer material didàctic. Endemés, des del 1999 s'ha adoptat una nova llei sobre la llengua que protegeix força el calmuc.
Hi ha emissores de ràdio en calmuc i rus, i la televisió emet en les dues llengües aproximadament en una proporció 50-50, encoratjada per les autoritats de la república.